# Raulinoreitzia crenulata
Raulinoreitzia crenulata là một loài thực vật có hoa trong họ Cúc. Loài này được (Spreng.) R.M.King & H.Rob. miêu tả khoa học đầu tiên năm 1971.